# Свети Атанасий (Вранково)
Вижте пояснителната страница за други значения на Свети Атанасий.
„Свети Атанасий“ или „Свети Атанас“ (на гръцки: Αγίου Αθανασίου) е българска възрожденска православна църква край село Сенгелово (Ангистро), Егейска Македония, Гърция, част от Валовищката епархия.
Храмът е единствената оцеляла сграда от бившето село Вранково. Издигната е в XIX век. В него са запазени ценни оригинални стенописи и дързорезбован иконостас.
В 1891 година Георги Стрезов пише:
| „ | Вранков чифлик, на юг от горния чифлик 1/4 час. Принадлежи на един демирхисарски ага. И в двата тези чифлика почвата е блатиста та благоприятства разработвание много оризници. Църква „Св. Атанас“, в която се черкуват всичките околни чифлици. Има и училище с 20 ученика. Четат смесено. 12 къщи българе. | “ |

Църквата е обновена и поддържана.